# 虞妃 (魏明帝)
虞氏，生卒年不详，三国时魏明帝曹叡的结发妻子。河内郡人。
虞氏原封为平原王妃。226年曹叡即位后，立宠爱侍妾毛氏为贵嫔，且准备进一步立为皇后。曹叡的祖母太皇太后卞氏劝慰虞氏。虞氏发怒道：“曹氏自好立贱（指卞氏、郭氏、毛氏三个皇太后或皇后都出身低微且為妾室），未有能以义举者也。然后职内事，君听外政，其道相由而成，苟不能以善始，未有能令终者也。殆必由此亡国丧祀矣！”结果虞氏没有得到任何封号，被赶回了邺宫。虞氏后半生再无记载。